# امامزاده حسین بن موسی
امامزاده حسین بن موسی مربوط به اواخر دوره قاجار است و در شهرستان داورزن، بخش باشتشن، دهستان باشتین، ۳/۵ کیلومتری روستای ریوند واقع شده و این اثر در تاریخ ۱۸ اسفند ۱۳۸۷ با شمارهٔ ثبت ۲۴۹۹۲ به‌عنوان یکی از آثار ملی ایران به ثبت رسیده است.